# همیشه مراقب باشید
همیشه مراقب باشید (به هندی: Bachke Rehna Re Baba) یا شما باید مراقب باشید (به انگلیسی: You have to watch out) فیلمی هندی محصول سال ۲۰۰۵ و به کارگردانی گویند منون است. در این فیلم بازیگرانی همچون ریکا، پارش راوال، مالیکا شراوات، ساتیش شاه، کوروش دبو و سورش منون ایفای نقش کرده‌اند.